# Pelonomus bergi
Pelonomus bergi is een keversoort uit de familie ruighaarkevers (Dryopidae). De wetenschappelijke naam van de soort werd in 1897 gepubliceerd door Antoine Henri Grouvelle.